# Къща музей „Станислав Доспевски“
Къщата музей „Станислав Доспевски“ в Пазарджик, България, се намира в центъра на града на адрес булевард „Княгиня Мария Луиза“ №54.

## История
Къщата музей „Станислав Доспевски“ е единственият в България дом музей на възрожденски художник. Сградата е по проект на самия Станислав Доспевски и е построена от брациговски майстори през 1864 година. Тя е в характерен стил за епохата на Българското възраждане. На фронтона е изписано: „Притяжание Станислава Д. Доспесково - Самоковца, 1864“. Художникът украсява салона на къщата си със стенописи: „Смяна на стражата пред императорския дворец в Петербург“, „Площада на Пушкин в Одеса“ и „Протока „Златният рог“ в Цариград“.
В дома на Станислав Доспевски се уреждат първите сбирки на вътрешния революционен комитет, както и на създаденото през 1870 г. Ученолюбиво женско дружество, чиято първа председателка е жената на художника Мариола Доспевска.

## Статут
- През 1945 г. вторият син на художника – Борис Доспевски, завещава къщата му да стане музей след смъртта на двете му дъщери, Мария и Йорданка Доспевски.
- През 1947 г. къщата е национализирана, макар че и двете му дъщери са още живи.[3]
- През 1952 г. е обявена за музей.
- През 1964 г. е обявена за паметник на културата.
- На 2 август 1966 г. с Решение № 50 на Окръжния народен съвет град Пазарджик къщата музей се обединява с Художествена галерия „Станислав Доспевски“.

## Туризъм
Къщата музей е част от 100 национални туристически обекта под номер 35.